# Estació de Xèrica-Viver
Xèrica-Viver és una estació de la línia C-5 de la xarxa de Rodalies Renfe de València situada al nord del nucli urbà de Xèrica a la comarca de l'Alt Palància de la província de Castelló. L'estació forma part de la línia Saragossa-València.
| Procedència/Destinació     | <        | Línia | >       | Procedència/Destinació |
| -------------------------- | -------- | ----- | ------- | ---------------------- |
| Rodalies València de Renfe |          |       |         |                        |
| València-Nord Sagunt       | Navaixes | C-5   | Caudiel | Caudiel                |